# Прелесє (Литія)
Прелесє (словен. Prelesje) — поселення в общині Литія, Осреднєсловенський регіон, Словенія. Висота над рівнем моря: 774,6 м.